# سینالونگا
سینالونگا (به ایتالیایی: Sinalunga) یک کومونه در ایتالیا است که در استان سیه‌نا واقع شده‌است. سینالونگا ۷۸ کیلومتر مربع مساحت و ۱۲٬۹۲۶ نفر جمعیت دارد و ۳۶۴ متر بالاتر از سطح دریا واقع شده‌است.